# Гамоскин, Александр Васильевич
Александр Васильевич Гамоскин (3 октября 1963 года, Йошкар-Ола — ?) — советский и российский регбист, выступавший на позиции винга и центра. Мастер спорта СССР международного класса (1988).

## Биография
Выступал за регбийные команды Высшей лиги — ташкентскую «Звезду» в 1981—1982 годах и «Красный Яр» (он же «Экскаватортяжстрой») в 1983—1993 годах. В составе «Красного Яра» становился серебряным призёром чемпионата СССР 1988 года, бронзовым призёром в 1989 году, а в 1990 году стал чемпионом страны. В 1990 году попал в число 45 лучших регбистов СССР. В 1992 году выиграл первый чемпионат России с «Красным Яром», отметившись также за «Красный Яр» матчем против звёздного британского клуба «Барбарианс» 3 июня (поражение 21:32) и игрой против чемпиона Шотландии «Боромюра» 16 сентября (победа 26:22), в которой он занёс попытку. Последний сезон за клуб отыграл в 1993 году, став серебряным призёром чемпионата России.
Гамоскин привлекался в сборную СССР по регби: в 1980 году стал бронзовым призёром юниорского чемпионата Европы в Швейцарии, в 1981 году занял 2-е место на Кубке Дружбы в Германии. В 1989 году стал серебряным призёром розыгрыша Трофея ФИРА (чемпионата Европы). В 1990—1991 годах сыграл за сборную СССР ряд матчей: дважды против Италии, по одной встрече против Польши, второй сборной Франции, Англии и Испании. В играх против Италии и второй сборной Франции Гамоскин выбил 10 очков, пробив две реализации против Италии (поражение 12:34) и два штрафных против второй сборной Франции (поражение 6:38). В игре против Испании (победа 30:3) забил штрафной и две реализации, набрав 7 очков; в матче против Англии отыграл 60 минут.
Участвовал в турнирах ветеранов за команду республики Марий Эл.
По сообщению регбийного арбитра из Йошкар-Олы Рината Павловского, умер («был знаком и даже играл в регби (в Йошкар-Оле) с легендой, к сожалению так рано ушедшим от нас Александром Гамоскиным»).